# Glis
|  | Per a altres significats, vegeu «Glis (desambiguació)». |

Glis és un gènere de rosegadors de la família dels lirons. Actualment només conté una espècie vivent, el liró gris (G. glis), que té una àmplia distribució a Europa i l'Àsia occidental, però el registre fòssil d'aquest grup és bastant ric. La distribució geogràfica de les espècies extintes coincideix en gran part amb la de l'actual. S'han trobat restes de G. vallesiensis en dos jaciments propers a La Seu d'Urgell.